# Kukulus motyli
Kukulus (łac. cuculus, cucullus) – u niektórych motyli jest to element samczych narządów genitalnych.
Kukulus to grzbietowo-wierzchołkowy rejon samczych walw. Wykształcony jest w postaci wyrostka na dystalnej lub grzbietowo-dystalnej ich części. Zazwyczaj jest owłosiony lub opatrzony szczecinkami. Występuje u np. u niektórych sówkowatych, miernikowcowatych, zwójkowatych z podrodziny Olethreutinae oraz Oecophoridae. U skrzydliniakowatych (Micropterygidae) przybiera różny, zależny od gatunku kształt. U niesobkowatych (Hepialidae) pokryty jest sztywnymi szczecinami.